# Luci Valeri Ànties
Luci Valeri Ànties (en llatí Lucius Valerius Antias) va ser un magistrat romà que va viure al segle iii aC. Formava part de la gens Àntia.
L'any 215 aC va ser enviat amb una flota de 5 vaixells per escortar fins a Roma als ambaixadors cartaginesos que havien estat capturats pels romans quan anaven a la cort de Filip V de Macedònia.